# 卡塔丘塔

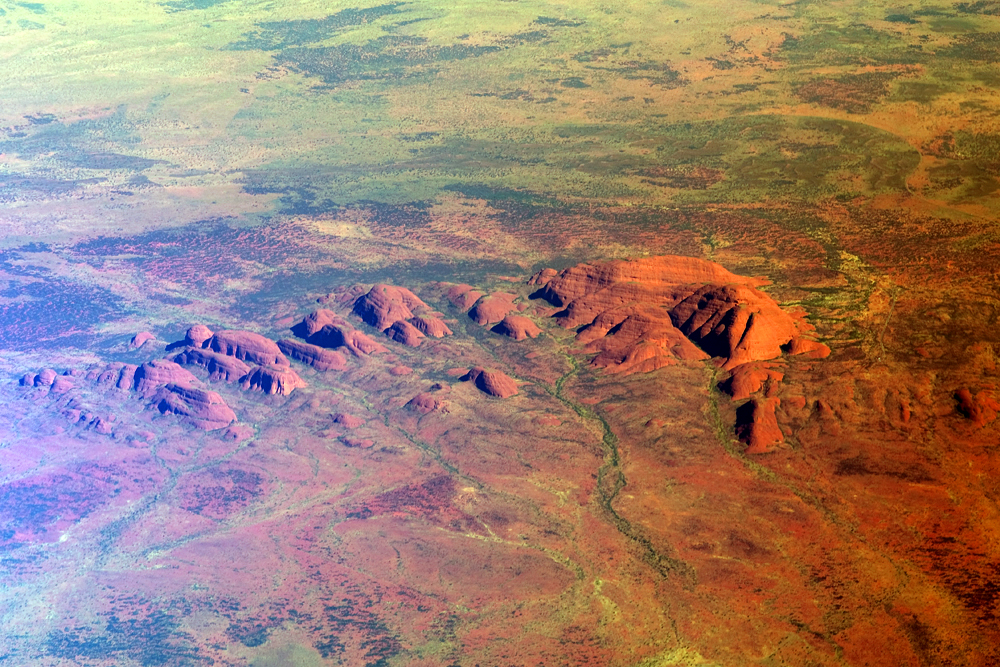

卡塔丘塔（Kata Tjuta）是澳大利亞北領地南部的一組巨岩，位於愛麗絲泉西南約365公里處。卡塔丘塔和烏魯魯是烏魯魯－卡塔丘塔國家公園的主要組成部分。卡塔丘塔最高處的海拔高度是高於海平面1,066米（3,497英尺），相對附近地面的高度則是546米（1,791英尺），比烏魯魯要高198米（650英尺）。

## 图册

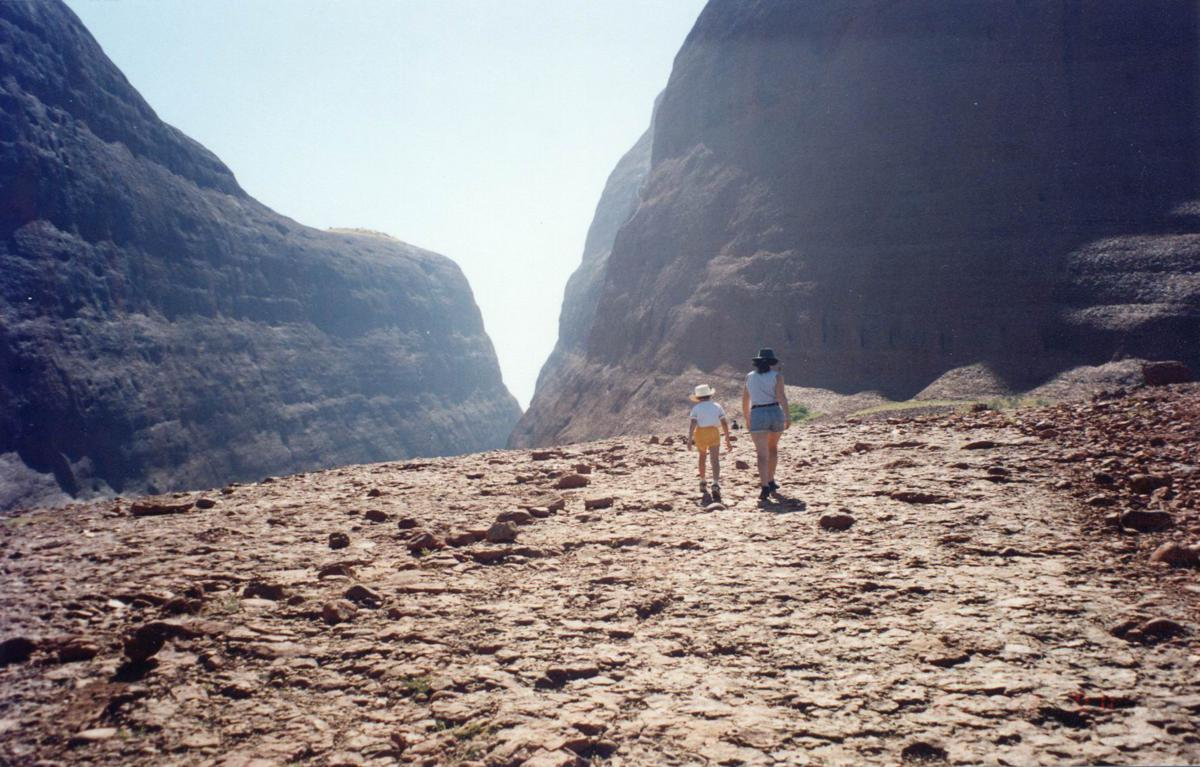
卡塔丘塔国家公园
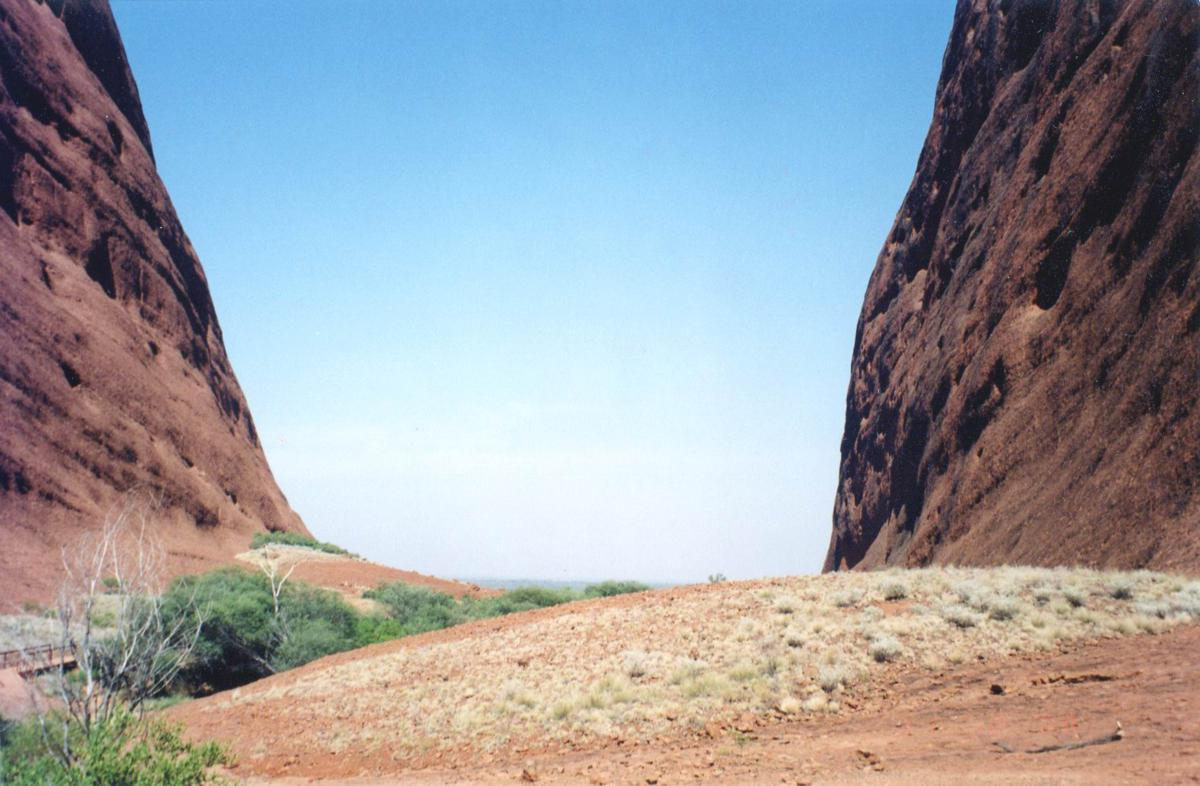
卡塔丘塔国家公园

## 外部連結
- http://www.environment.gov.au/parks/uluru/index.html（页面存档备份，存于） - Australian Department of the Environment and Water Resources
- A Report on the Uluru-Kata Tjuta National Park （页面存档备份，存于）